# The Sweet Escape (chanson)
Vous lisez un « bon article » labellisé en 2008.
Pour l’article homonyme, voir The Sweet Escape.
Singles de Gwen Stefani
Wind It Up
(2006) 4 in the Morning
(2007)
Singles par Akon
I Wanna Love You
(2006) Don't Matter
(2007)
The Sweet Escape est une chanson pop écrite par Gwen Stefani, Akon, et Giorgio Tuinfort pour le second album de Gwen Stefani, The Sweet Escape sorti en janvier 2007.
Cette chanson comprend des éléments du doo-wop. Le thème des paroles est une dispute entre deux amoureux qui veulent être heureux. La chanson est conçue sur les bases des chansons du groupe No Doubt. Cette chanson a donné son titre au second album solo de Gwen Stefani. The Sweet Escape a été choisi comme deuxième single pour relancer les ventes de l'album ainsi que pour le lancement de la ligne de vêtement de Gwen Stefani.
La chanson a globalement reçu des critiques positives même si la participation d'Akon n'a pas convaincue tout le monde. Ce titre est le deuxième single extrait de The Sweet Escape. Sorti en janvier 2007, le single est un succès commercial. La chanson s'est classée dans plus de dix hit-parades, entre autres en tête du RIANZ pour la Nouvelle-Zélande. La chanson a été nommée au 50e Grammy Award. Un clip vidéo a été produit pour la chanson, dans lequel Stefani essaye de s'échapper d'une prison d'or. En France, le single physique s'est vendu à un peu plus de 57 100 exemplaires, ce qui le place à la 40e place des singles les plus vendus en 2007.

## Contexte et écriture
Interscope Records envoie à Gwen Stefani le premier album d'Akon (Trouble), tout en envoyant à Akon un album de Stefani pour que ceux-ci se décident à travailler ensemble. Stefani, qui vient juste d'avoir son premier enfant, annule la première séance de travail avec Akon en expliquant cela par le fait qu'elle « ne voulait pas travailler avec une personne qu'elle ne connaissait pas ». Jimmy Iovine, directeur d'Interscope, appelle par la suite Stefani pour lui dire : « Tu peux annuler ce que tu veux dans ta vie, mais pas cette session de travail ».
Quand elle collabore avec Akon quelque temps plus tard, ils écrivent The Sweet Escape en dix minutes. Elle s'imaginait qu'Akon eut souhaité écrire une chanson dans le style hip-hop, mais la chanson est plutôt marquée par des influences doo-wop.

## Style et analyse des paroles
The Sweet Escape est une chanson pop, dont la tonalité est en Si♭ mineur. Elle mélange ska, new wave, disco et doo-wop. Sa structure rythmique est une mesure de 4/4, communément utilisée dans le doo-wop, avec un tempo de 120 battements par minute. Les chœurs sont optimistes. La chanson utilise un rythme binaire et utilise la progression d'accords I-III-IV-VI. La voix de Stefani varie de deux octaves, du sol3 à fa5.
L'introduction de la chanson est constituée de huit mesures en instrumental, suivi par huit autres mesures où Akon chante « Woohoo, yeehoo ». Stefani chante deux couplets intercalés par un refrain, puis elle reprend le refrain après le deuxième refrain, par la suite elle reprend les deux premiers couplet. Le titre se termine comme il a commencé, c'est Akon qui chante la phrase de clôture « I want to get away to our sweet escape » qui signifie « J'aimerai que l'on s'échappe de notre douce évasion » pour disparaître en fondu.
Les paroles de la chanson sont un dialogue entre deux époux. Stefani s'excuse « pour avoir mal agi ». Elle reconnaît ses erreurs, mais rejette cependant la faute d'une manière qui pourrait être comparée au single de Monica Don't Take It Personal (1995) et le single de TLC I'm Good at Being Bad (1999). Prenant le contrepied de ses paroles pour l'album Tragic Kingdom de No Doubt, Stefani dévoile son désir d'une vie domestique plaisante, plus particulièrement pendant le refrain.

## Accueil

### Accueil critique
The Sweet Escape a reçu généralement des critiques positives. AllMusic a décrit The Sweet Escape comme « une irrésistible […] chanson, conduite par un petit « wee-oh! » en accroche et soutenue par un chœur à la limite de l'hymne ». OMH Media fait référence au titre comme une « chanson estivale avec des sons et un chœur très entrainant ». La chanson est comparée à celle de Gnarls Barkley Smiley Faces sortie en 2006 et Blender la compare aux chansons des Beach Boys. Le NME estime que la chanson rappelle l'affection que porte l'artiste aux premiers disques de Madonna mais déplore son côté sucré. Le site About.com se réjouit de la voir « abandonner le caractère surproduit de Wind It Up » mais note que la chanson est facile à oublier. LAUNCHcast trouve que la chanson ressemble à la musique des années 1970 spécialement comme le groupe soul Chairmen of the Board.
Cependant la participation d'Akon n'a pas convaincu certains critiques tels que PopMatters qui considère qu'Akon contribue très peu à la chanson, et que les chœurs ont mal été utilisés, voire gâchés. Rolling Stone a convenu qu'il s'agissait d'une tentative ratée de profiter du succès de Smack That d'Akon et d'Eminem. The Observer est mécontent car la chanson ressemble selon eux au single True Blue de Madonna sortie en 1986. Stylus Magazine compare la voix d'Akon à « des gémissements de douleur ».

### Accueil commercial

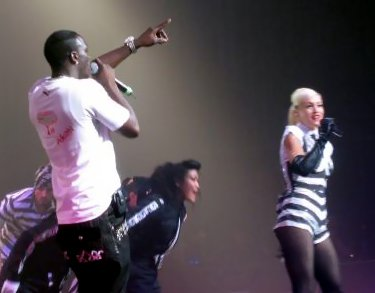
Akon et Stefani chantant The Sweet Escape en mai 2007.

Bien que The Sweet Escape soit le second single tiré de The Sweet Escape, il a été diffusé en radio avant Wind It Up. Il s'est classé au départ à la 93e place du Billboard Hot 100, en décembre 2006 et il est monté jusqu'à la deuxième place en avril 2007, juste derrière le single d'Akon Don't Matter,. La chanson est restée quinze semaines dans le top 10 et neuf mois dans ce classement. Le single est un succès, en effet il se classe dans le Pop 100 et dans le Pop 100 Airplay, et atteint la deuxième place dans le classement Top 40 Mainstream. Le titre s'est aussi classé dans le top cinq du Hot Adult Contemporary Tracks et du Hot Adult Top 40 Tracks. Au Canada, le titre eut un succès équivalent en se classant à la deuxième place du Canadian Hot 100.
En dehors des frontières américaines The Sweet Escape a connu un succès similaire. En Europe le titre est arrivé numéro un dans le Billboard European Hot 100 Singles en mars 2007, puis il a été à la deuxième place pendant deux semaines dans l'UK Singles Chart, remplacé par Shine de Take That suivi par les Sugababes et Girls Aloud avec le titre Walk this way. Le titre sort du classement au bout de la 24e semaines mais finit par revenir la semaine suivante et cela pour cinq autres semaines. Il s'est également placé dans le Top 5 en France, en Irlande, en Norvège et aux Pays-Bas et dans le top 10 en Autriche, en Belgique, en Finlande, en Allemagne et en Suisse.
En Australie, la chanson est directement entrée à la deuxième place de l'ARIA Singles Chart et y est restée six semaines. L'Australian Recording Industry Association (ARIA) certifie The Sweet Escape disque de platine pour avoir vendu 70 000 copies. En Nouvelle-Zélande, le single entre premier en mai 2007 et il est certifié disque d'or par la Recording Industry Association of New Zealand (RIANZ) le même mois. Le titre s'est classé en vingtième position en Amérique latine.

## Clip vidéo

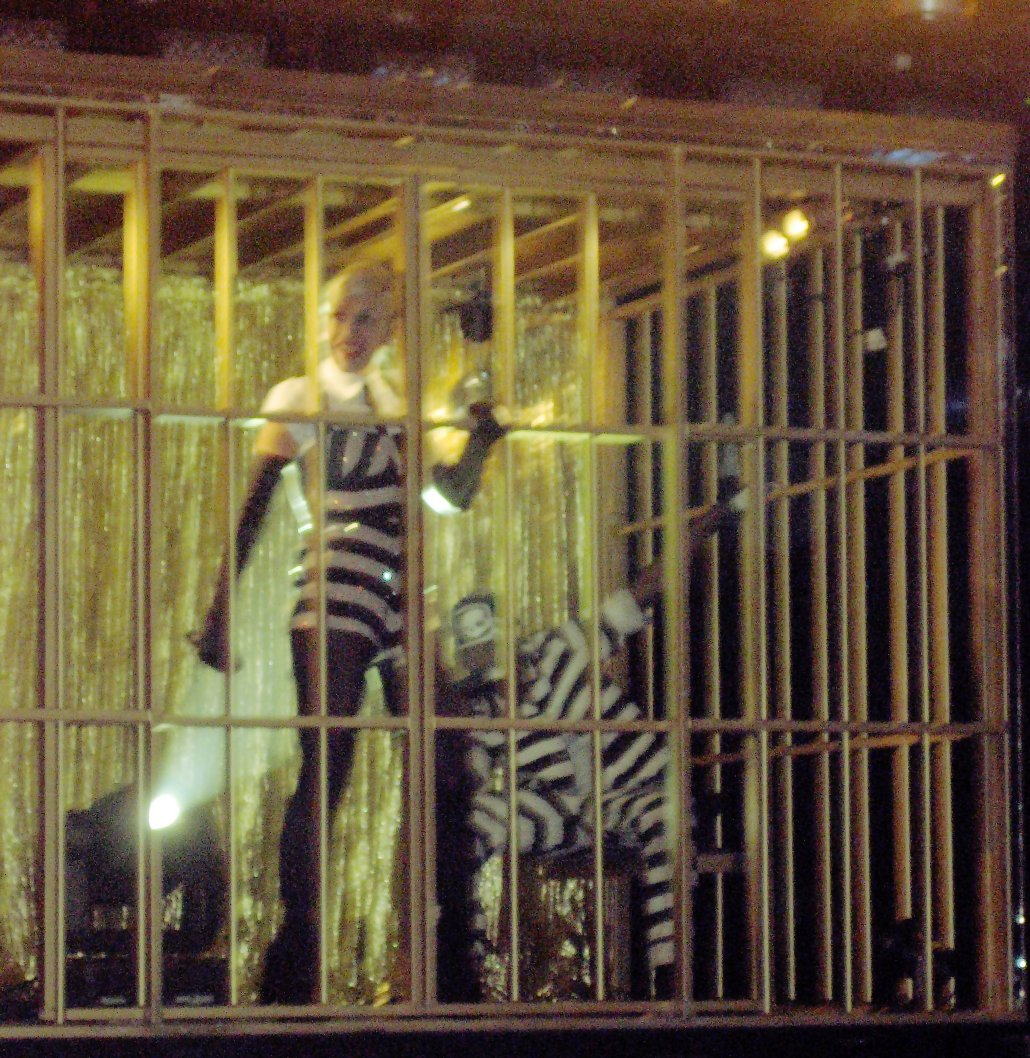
Stefani chantant The Sweet Escape à l'intérieur d'une cage en or.

Le clip vidéo a été diffusé pour la première fois le 10 janvier 2007 sur LAUNCHcast. Le clip débute sur une scène avec Stefani et les Harajuku Girls dans un cellule de prison en or. Stefani et les Harajuku Girls sont montrées à table avec un zoom sur des couverts vides. Un oiseau artificiel en or chante une partie des paroles d'Akon. Après avoir obtenu les clés d'un chien, elles s'évadent. Stefani est alors montrée dans un appartement avec terrasse deux heures plus tard. Elle défait ses longs cheveux pour permettre aux Harajuku Girls d'escalader la façade de l'immeuble. Celles-ci lui coupent les cheveux une fois arrivées à l'appartement. Stefani rencontre Akon avec les Harajuku Girls dans un parking où Akon et Stefani s'enfuient en voiture. Ils sont poursuivis par deux policières qui se trouvent être les deux autres Harajuku Girls. Le clip se termine après deux heures de poursuite. Le clip est entrecoupé de séquences de Stefani et Akon devant un grand G lumineux.
Le clip a été tourné en décembre 2006, quelques jours avant Noël. La cellule et l'appartement du clip vidéo ont comme symbolique « un emprisonnement par l'amour ». Stefani ne peut pas s'échapper seule de sa prison métaphorique. La scène sur le balcon de l'appartement est une allusion au conte Raiponce des frères Grimm. Le clip contient des publicités pour deux véhicules de General Motors ; le Chevrolet Tahoe et le Buick Lucerne.
The Sweet Escape entre à la septième place du top 10 de MTV Total Request Live le 16 janvier 2007, et il grimpe à la deuxième place le mois suivant. Après le 20 janvier il débute sur MuchMusic Countdown, et reste numéro un deux semaines en mars 2007. Le clip vidéo a été nommé pour le Most Earthshattering Collaboration, l'une des quatre nouvelles catégories créées pour les 2007 MTV Video Music Awards, mais le trophée a été emporté par Beyoncé Knowles et Shakira pour Beautiful Liar. En décembre 2007, MTV international a mis en place un système de comptage des diffusions des clips vidéos en dehors des États-Unis, le clip de The Sweet Escape comptabilise un peu plus de 11 000 diffusions rien que sur les télévisions du groupe MTV.

## Crédits artistiques
| - Chant : Gwen Stefani - Mixage : Mark « Spike » Stent - Ingénieur du son : Yvan Bing - Assistants ingénieurs : Alex Dromgoole, David Emery - Guitare: Tony Love | - Producteurs, claviers et séquenceur musical : Akon, Giorgio Tuinfort - Production additive : Nellee Hooper - Enregistré à Doppler Studios à Atlanta et à Henson Recording Studios à Hollywood |

## Dans les médias
Sauf indication contraire, les informations mentionnées dans cette section peuvent être confirmées par le générique de fin de l'œuvre audiovisuelle présentée ici, ainsi que par la base de données cinématographiques IMDb,  présente dans la section « Liens externes ».
- 2010 : Le Mac - bande originale

## Classements et certifications

### Classement hebdomadaire
| Classement (2007)                       | Meilleure position |
| --------------------------------------- | ------------------ |
| Allemagne (Media Control AG)            | 6                  |
| Australie (ARIA)                        | 2                  |
| Autriche (Ö3 Austria Top 40)            | 6                  |
| Belgique (Flandre Ultratop 50 Singles)  | 9                  |
| Belgique (Wallonie Ultratop 50 Singles) | 3                  |
| Canada (Hot 100)                        | 2                  |
| États-Unis (Hot 100)                    | 2                  |
| États-Unis (Adult Pop Songs)            | 2                  |
| États-Unis (Adult Contemporary)         | 4                  |
| Finlande (Suomen virallinen lista)      | 8                  |
| France (SNEP)                           | 4                  |
| Pays-Bas (Nederlandse Top 40)           | 5                  |
| Irlande (IRMA)                          | 4                  |
| Italie (FIMI)                           | 14                 |
| Norvège (VG-lista)                      | 2                  |
| Nouvelle-Zélande (RMNZ)                 | 1                  |
| Royaume-Uni (UK Singles Chart)          | 2                  |
| Royaume-Uni (UK R&B Chart)              | 1                  |
| Suède (Sverigetopplistan)               | 13                 |
| Suisse (Schweizer Hitparade)            | 10                 |